# Stylocheiron carinatum
Stylocheiron carinatum är en kräftdjursart som beskrevs av Georg Ossian Sars 1883. Stylocheiron carinatum ingår i släktet Stylocheiron och familjen lysräkor. Inga underarter finns listade i Catalogue of Life.